# Gørslev Idrætsforening
Gørslev Idrætsforening (forkortet Gørslev IF) er en fodboldklub i Gørslev på Midtsjælland. Klubben spiller i Danmarksserien.